# Bannermanita
La bannermanita és un mineral de la classe dels òxids. Rep el nom en honor de Harold MacColl Bannerman (1897, Barney's River, Nova Escòcia - 30 d'octubre de 1976, Middletown, Connecticut, EUA), geòleg del U.S. Geological Survey i professor del Dartmouth College, d'Hannover, Nou Hampshire, EUA.

## Característiques
La bannermanita és un òxid de fórmula química (Na,K)0,7V4+0,7V5+5,3O15. Va ser aprovada com a espècie vàlida per l'Associació Mineralògica Internacional l'any 1980, i la primera publicació data del 1983. Cristal·litza en el sistema monoclínic. Segons la classificació de Nickel-Strunz, la carnotita pertany a «04.HF - Tectovanadats».

## Formació i jaciments
Va ser descoberta al volcà d'Izalco, al Departament de Sonsonate, El Salvador. Posteriorment també ha estat descrita a la regió de Liberec (República Txeca), a Lavreotiki (Grècia), i al volcà Bezymyannyi (Rússia). Aquests són els únics indrets a tot el planeta on ha estat trobada aquesta espècie mineral.